# Mimomyrmecia tessellata
Mimomyrmecia tessellata är en tvåvingeart som beskrevs av Frey 1927. Mimomyrmecia tessellata ingår i släktet Mimomyrmecia och familjen skridflugor. Inga underarter finns listade i Catalogue of Life.